# São Gonçalo dos Campos
São Gonçalo dos Campos, amtlich portugiesisch Município de São Gonçalo dos Campos, ist eine Kleinstadt im Nordosten des brasilianischen Bundesstaates Bahia in der Region Recôncavo baiano. Sie gehört seit 2011 zur Metropolregion Feira de Santana. Die Entfernung zur Hauptstadt Salvador beträgt 108 km. Die Bevölkerung wurde zum 1. Juli 2019 auf 37.550 Einwohner geschätzt, die auf einer Gemeindefläche von rund 295 km² leben und São-Gonçalenser (são-gonçalenses) genannt werden.

## Geografie
Umliegende Orte sind Conceição da Feira, Feira de Santana, Cachoeira, Santo Amaro und Antônio Cardoso. Seit 1983 ist das Gemeindegebiet in die drei Distrikte São Gonçalo dos Campos, Afligidos und Sergi gegliedert. Es wird der Dialekt Baiano gesprochen.
Das Biom ist Mata Atlântica. Die Stadt hat tropisches Klima, Aw  nach der Klimaklassifikation nach Köppen und Geiger. Die Durchschnittstemperatur ist 23,1 °C. Die durchschnittliche Niederschlagsmenge liegt bei 1110 mm im Jahr.

## Söhne und Töchter der Stadt
- Manuel Antônio de Oliveira Lopes (1861–1922), römisch-katholischer Erzbischof von Maceió
- Murilo Cerqueira (* 1997), Fußballspieler